# Sociedade de Portos e Hidrovias do Estado de Rondônia
A Sociedade de Portos e Hidrovias do Estado de Rondônia – SOPH é uma empresa pública estadual que atua como a Autoridade Portuária responsável pela gestão do porto público de Porto Velho, no estado de Rondônia. 

## Histórico
O Departamento Nacional de Portos e Vias Navegáveis – DNPVN, do antigo Ministério do Transporte e Comércio, deu início à construção do Porto Organizado de Porto Velho em 20 de abril de 1973, com o projeto de substituir as antigas rampas de embarque e desembarque do plano inclinado que foram implantadas pela Estrada de Ferro Madeira-Mamoré e que eram utilizados como o único porto oficial de Rondônia desde 1920.
A Portobrás deu continuidade às obras a partir de 1976, com a execução de um terminal para operações por meio do sistema Roll-ON/Roll-OFF (RO-RO). Em 1986, teve início a construção de um Cais Flutuante, que era composto de cinco berços de atracação, tendo sido concluído em 1988.
Em 1982, com a transformação do Território de Rondônia em Estado, as instalações do Porto Organizado de Porto Velho estavam sob a responsabilidade da Administração do Porto de Manaus. Em 31 de janeiro de 1985, foi criada a Administração do Porto de Porto Velho – APPV, ligada a Portobrás
Com a extinção da Portobrás em 1990, a APPV ficou ligada à Companhia Docas do Pará – CDP.
A Lei Lei Estadual nº 729/1997 autorizou a criação da empresa pública Sociedade de Portos e Hidrovias do Estado de Rondônia – SOPH, com objetivo de  gerir o Porto de Porto Velho, desenvolver a rede hidroviária interior e a Infraestrutura Portuária do Estado de Rondônia.
Em 12 de novembro de 1997, foi celebrado o Convênio de Delegação nº 06, de 12 de novembro de 1997, e o Porto foi delegado pela União ao Governo do Estado de Rondônia pelo prazo de vinte e cinco anos.
Em 2020, o convênio de delegação foi renovado por mais vinte e cinco anos.